# Georg Lora
Georg Lora (* 25. Oktober 1879 in Rojach; † 17. Mai 1944 in Klagenfurt) war ein österreichischer Bürgerschullehrer und Politiker (SDAP).

## Leben
Lora war der Sohn des Landwirts und Besitzers der Lindlkeusche in Rojach Josef Lora (* 29. März 1841; † 19. März 1926) und dessen Ehefrau Theresia geb. Glanzer (* 8. Oktober 1840; † 12. Mai 1914). Er war römisch-katholisch und heiratete am 10. März 1913 Maria Apolin (* 10. Mai 1880; † 2. April 1972). Rudolf Mattersdorfer war sein Trauzeuge. Aus der Ehe gingen jeweils zwei Söhne und Töchter hervor.
Lora besuchte die Volksschule in St. Peter im Holz (Gemeinde Lendorf) und die Lehrerbildungsanstalt in Klagenfurt. Danach war er Volksschullehrer in Dellach im Drautal, St. Veit und Paternion und ab 1911 Bürgerschullehrer in Ferlach. Von 1915 bis 1918 leistete er Kriegsdienst und nahm danach am Kärntner Abwehrkampf teil. Er geriet in Kriegsgefangenschaft in Laibach und Belgrad.
1934 wurde er vorzeitig pensioniert und 1938 in Gestapohaft genommen.

## Politik
Von 1921 bis 1928 war er Bezirksverbandsobmann der Sozialdemokratischen Partei des Gerichtsbezirks Ferlach, Mitglied des Landesschulrates und Obmann des Ortsschulrates Ferlach. Vom 5. Juli 1921 bis zum 12. Dezember 1934 war er Abgeordneter im Kärntner Landtag für die Sozialdemokratische Partei. In der XII. Wahlperiode von 1921 bis 1923 war er Mitglied des Rechtsausschusses, in der XIII. Wahlperiode von 1923 bis 1927 Mitglied des Finanz- und des Rechtsausschusses, in der XIV. Wahlperiode von 1927 bis 1930 Landesrat, Mitglied des Verfassungs- und Rechtsausschusses, des Schul- sowie des Beschwerdeausschusses und in der XV. LP Wahlperiode von 1930 bis zu seinem Mandatsverlust nach Verbot der Sozialdemokratischen Partei am 12. Februar 1934 SDAP Landesrat; Mitglied des Verfassungs- und Immunitäts-, des Schul- sowie des land- und volkswirtschaftlichen Ausschusses.